# Methia carinata
Methia carinata är en skalbaggsart som beskrevs av Linsley 1940. Methia carinata ingår i släktet Methia och familjen långhorningar. Inga underarter finns listade i Catalogue of Life.